# Wojna iracko-irańska
Wojna iracko-irańska (zwana również Narzuconą wojną i Świętą obroną w Iranie, a także Al-Kadisijją Saddama w Iraku) – wojna między Irakiem i Iranem stoczona w okresie od 22 września 1980 do 20 sierpnia 1988.
Wojnę rozpoczął Irak atakiem w rejonie podzielonego w 1975 Szatt al-Arab – wspólnego ujścia Tygrysu i Eufratu. Wojska irackie wdarły się w głąb Iranu, ale szybko zostały wyparte, gdy Irańczycy przeszli do kontrataku. W wyniku równowagi sił ustaliła się 480-kilometrowa linia frontu, a działania miały charakter wojny pozycyjnej.
Wojna przyniosła ogromne straty. W jej czasie zginął ponad milion ludzi, a straty materialne ocenia się na przekraczające 400 mld dolarów. Wojna ta spowodowała gwałtowne wzmocnienie Iraku popieranego przez kraje arabskie i Związek Socjalistycznych Republik Radzieckich, które pomagały Irakowi poprzez pomoc w uzyskiwaniu broni oraz wsparcie specjalistów wojskowych. Pomocy Irakowi udzieliły także państwa zachodnie (w tym Stany Zjednoczone), które obawiały się rozprzestrzenienia się irańskiej rewolucji islamskiej.
Przebieg działań wojennych był bardzo podobny do tych na froncie zachodnim w czasie I wojny światowej z udziałem wojny pozycyjnej, licznych gniazd karabinów maszynowych, walki na bagnety, użyciem drutu kolczastego, zmasowanych ataków piechoty przez ziemię niczyją i rozległe użycie broni chemicznej.

## Przyczyny konfliktu

### Geneza sporu Iraku i Iranu

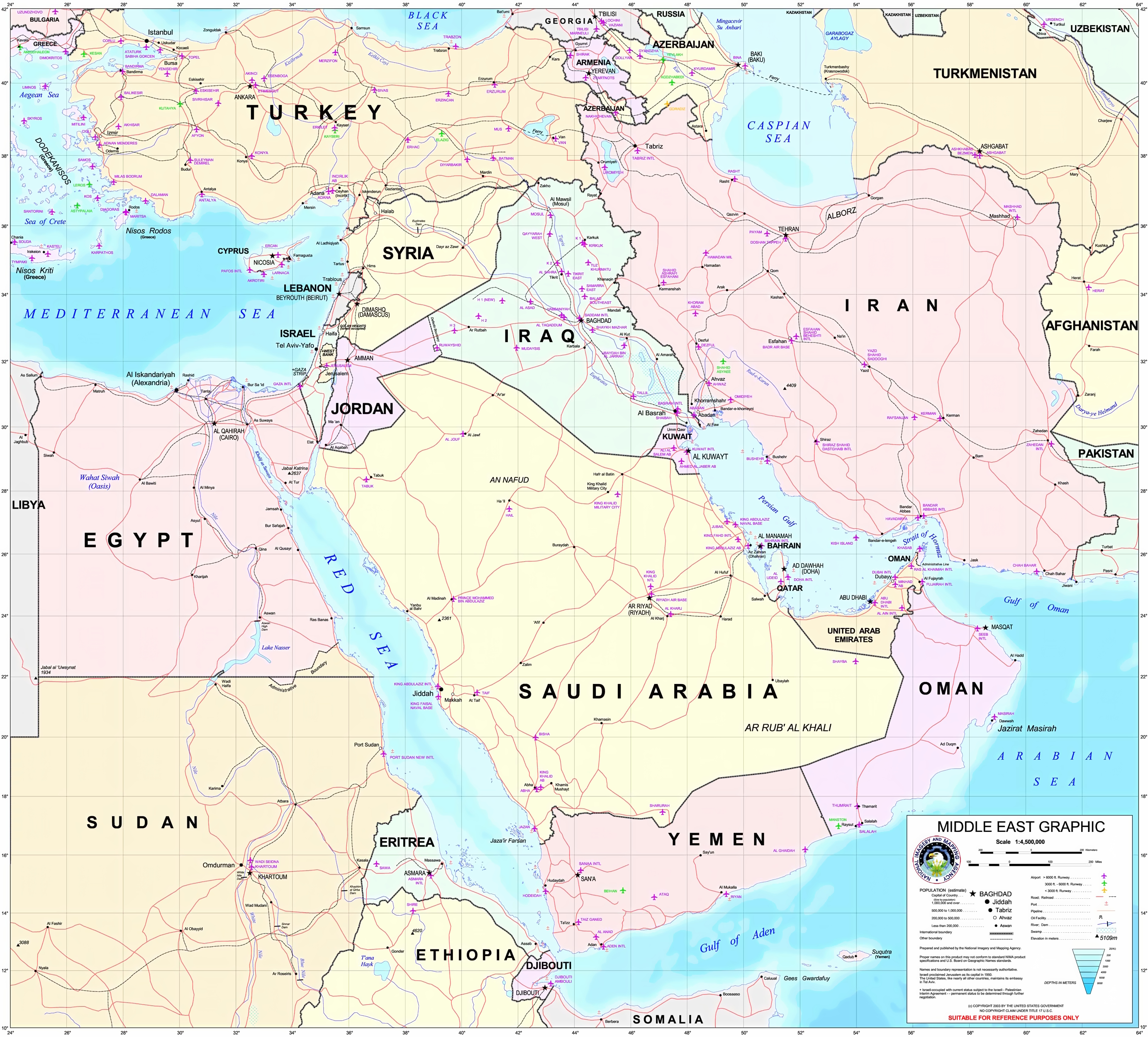
Bliski Wschód

Między obydwoma islamskimi krajami istniał długoletni konflikt graniczny. Zachodnia granica irańskiego ostanu (prowincji) Chuzestan była miejscem styku świata perskiego (na wschodzie) i arabskiego (na zachodzie). Od pierwszej połowy VII wieku Chuzestan był terenem podbojów arabskich, a następnie osadnictwa arabskiego. Aż do 1925 był autonomiczną częścią Iranu – ogromnego kraju o powierzchni ponad 1 620 000 km² – kiedy to rząd Rezy Szaha Pahlawiego zniósł autonomię różnych części Iranu, w celu scalenia kraju. W XX wieku był to jeden z najbogatszych i najlepiej rozwiniętych regionów Iranu, dzięki położeniu geograficznemu, a przede wszystkim dzięki bogatym złożom ropy naftowej. W mieście Abadan znajdowała się największa irańska rafineria ropy naftowej. Prowincja była zamieszkana przez dużą liczbę ludności arabskojęzycznej. Na przełomie lat 50. i 60. XX wieku Irak zaczął popierać ruchy secesyjne w Chuzestanie, uznając tę prowincję za część odebranego mu terytorium. Po przedwczesnej śmierci Gamala Abdela Nasera (w 1970), prezydenta Egiptu, najludniejszego kraju arabskiego, i najważniejszego przywódcy świata arabskiego oraz po zdobyciu władzy w Iraku przez nacjonalistyczną partię Baas, przywódcy Iraku postanowili przejąć rolę lidera krajów arabskich. W Iranie dzięki petrodolarom oraz pomocy Stanów Zjednoczonych szach stworzył ogromną machinę militarną. 15 października 1971 zostały urządzone w Persepolis huczne obchody 2500-lecia imperium perskiego.
W odpowiedzi na wspieranie przez Irak mniejszości w Iranie ten drugi zaczął wspierać irackich Kurdów. Do likwidacji separatystycznych oddziałów kurdyjskich w Iraku doszło w okresie od marca 1974 do marca 1975 roku. Zwycięstwo nad nimi udało się osiągnąć dzięki podpisaniu 6 marca 1975 roku Umowy algierskiej z szachem Mohammadem Rezą Pahlawim. Iran w zamian za zrzeczenie się przez Irak prawa do części szlaku wodnego w Szatt al Arab wycofał swoje wsparcie dla rebeliantów.
Trzy lata po Umowie algierskiej, gdy sytuacja w Iranie stawała się coraz bardziej niebezpieczna, tamtejszy monarcha poprosił rząd Iraku o pomoc w rozprawie z wrogami irańskiego rządu. Po namowach rządu Iranu iracki rząd nakazał wydalenie z kraju (w 1978) zbiegłego irańskiego ajatollaha Ruhollaha Chomejniego. Chomejni i inni przywódcy religijnej opozycji irańskiej przebywali w an-Nadżafie, gdzie doszło do szyickich protestów zakończonych interwencją generała Ali Hassana al Madżida, który osadził w więzieniu szyickiego ajatollaha Muhammada Bakira as-Sadra i jego najbliższych współpracowników.

### Rewolucja islamska i szyickie wystąpienia w Iraku
W Iranie zdecydowaną większość wierzących stanowili szyici. Po irańskiej rewolucji islamskiej w 1979 władzę w kraju przejęli radykalni szyici, nawołujący ludy sąsiednich krajów (w tym Iraku) do obalenia władz i utworzenia również w nich republik islamskich. Wyznawcy szyizmu stanowili w ówczesnym Iraku ponad połowę ludności, mniejszością byli sunnici. W 1979 prezydentem Iraku został lewicowy Saddam Husajn, który nie chciał dopuścić do radykalizacji irackich szyitów. Husajn zamierzał wykorzystać porewolucyjny chaos w Iranie. Przed rewolucją irańska armia była jedną z najliczniejszych w świecie, po rewolucji została faktycznie osłabiona. Pod wpływem rewolucji islamskiej wielu irackich szyitów stanęło w opozycji przeciwko zdominowanemu przez sunnitów rządowi. Irańczycy wysyłali do Iraku propagandę religijną oraz pieniądze. W kilku szyickich miastach doszło do rebelii zwolenników przyłączenia do Iranu. W odpowiedzi doszło do deportacji stu tysięcy szyickich Irakijczyków do Iranu (których Husajn nazywał Persami), a także rozpoczęto proces podburzania Arabów zamieszkujących Chuzestan przeciwko teokratycznemu rządowi Iranu. Husajn rozpoczął także akcje przeciwko szyickiej grupie Zew Islamu. Szyici przeprowadzali coraz śmielsze zamachy terrorystyczne. W trakcie wizyty szefa dyplomacji, Tarika Aziza na uniwersytecie al-Mustansirija w Bagdadzie, ekstremiści dokonali nieudanego zamachu, a następnie dokonali kolejnego nieudanego zamachu, tym razem na ministra informacji, Nusifa al Dżasima. Na początku wiosny roku 1980 doszło do serii szyickich zamachów, w której zginął szereg polityków i urzędników. W odwecie za zamachy, Husajn nakazał zabić ajatollaha as-Sadra, a więc duchowego przywódcę irackich szyitów.

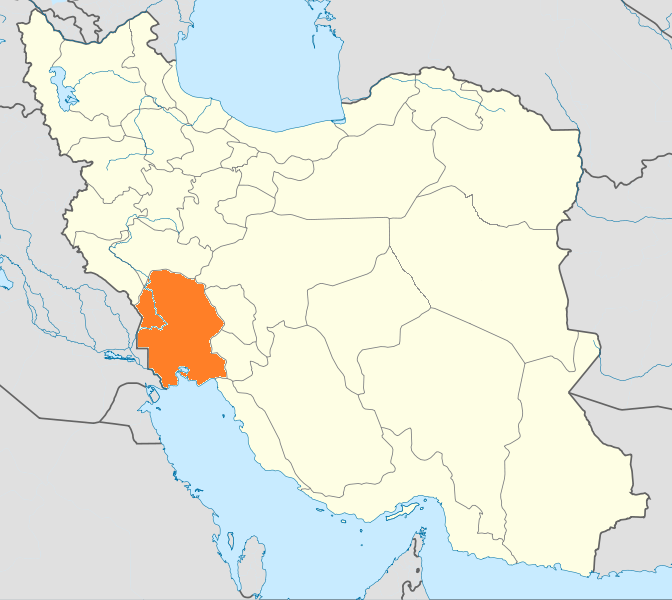
Położenie Chuzestanu w Iranie

### Wsparcie dla Iraku ze strony społeczności międzynarodowej
Przed planowaną wojną z Iranem Irak uruchomił akcję zbierania poparcia przeciwko tamtejszemu reżimowi. Kampanię wymierzoną przeciwko Iranowi umożliwił sam reżim tego państwa – skrajni szyici wydalili bowiem z tamtejszego rządu polityków centrystycznych a ich miejsce zajęli fanatycy. Choć Irak znalazł się przez pewien czas w stanie izolacji po swoich atakach na rząd Egiptu i tamtejszego prezydenta, Anwara Sadata (po porozumieniu w Camp David, które Egipcjanie zawarli z Izraelczykami, co w Iraku uznano za zdradę Arabów), szybko odzyskał poparcie. Wraz z wieloma państwami kręgu cywilizacji islamskiej i arabskiej potępił radziecką interwencję w Afganistanie z zimy 1979 r. W roku starcia z Iranem rząd Iraku ogłosił doktrynę programu panarabskiego, w którym wezwał do sojuszu wszystkich przywódców świata arabskiego w celu zwalczania prób obcych ingerencji w sprawy wewnętrzne Arabów. Husajn zdobył się nawet na poprawę stosunków z Arabią Saudyjską, monarchią skrajnie religijną, która nie pozostawała w dobrych stosunkach z sekularystami z Iraku. Saddam wywalczył u Saudyjczyków wsparcie finansowe oraz ułatwienia dla transportu wojsk irackich przez terytorium państwa.

## Przebieg działań wojennych

### Iracka inwazja

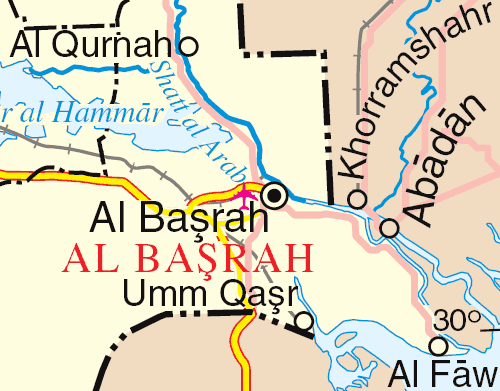
Rzeka Szatt al-Arab

Irak rozpoczął bez uprzedzenia inwazję na Iran 22 września 1980 z zamiarem przeprowadzenia wojny „błyskawicznej”, pod pretekstem konfliktu granicznego o Szatt al-Arab – połączone szerokie ujście do Zatoki Perskiej rzek Tygrys i Eufrat, największych rzek Mezopotamii. Nad Szatt al-Arab położona jest Basra, główny port Iraku. Dodatkowo władze Iraku chciały uzyskać swobodny dostęp do zatoki Perskiej, zamiast tylko bardzo wąskiego dostępu skrawkiem lądu. Irakijczycy, chcąc powtórzyć izraelski sukces z 1967 (wojna sześciodniowa), przeprowadzili szereg nalotów na irańskie bazy lotnicze, niszcząc jedynie kilka z kilkuset irańskich samolotów. Następnego dnia po inwazji Iran wysłał w kontrataku 120 samolotów F-4, atakując bazy i instalacje naftowe na terenie Iraku. Jednocześnie na całej granicy (poza zrewoltowanym Kurdystanem) do akcji przystąpiły irackie wojska lądowe, na całym froncie napotykając jedynie jedną dywizję zmechanizowaną oraz sporadyczny ostrzał artyleryjski. Głównym celem natarcia była bogata w ropę irańska prowincja Chuzestan. Iracka armia, pomimo posiadanej przewagi, nacierała bardzo powoli i ostrożnie. Już 5 dnia wojny zamarło irackie natarcie w północnym Chuzestanie, powstrzymane przez Irańczyków nad brzegiem rzeki Kharekh. W południowym Chuzestanie wojska irackie poczyniły większe postępy. Udało im się zbliżyć na odległość kilkunastu kilometrów do stolicy prowincji, Ahwazu. Jednak w tym rejonie działania irackie paraliżowała skuteczna obrona Susangerdu. Bardziej na południe celem irackiego natarcia stały się położone nad brzegiem Szatt al-Arab miasta Chorramszahr i Abadan. Po pierwszym nieskutecznym ataku na Chorramszahr wojska irackie przystąpiły do ostrzału miasta. Ostatecznie dopiero po miesiącu krwawych walk ulicznych armia iracka zdobyła to miasto. Położony dalej na południowy wschód Abadan został odcięty od reszty Iranu po tym, jak Irakijczycy przeprawili się na początku października na prawy brzeg rzeki Karun. Położone na wyspie miasto było oblężone, zaopatrzenie dostarczano śmigłowcami i łodziami po zmroku. Jednak Irakijczycy, ze względu na spodziewane ciężkie walki uliczne, nie zdecydowali się na szturm miasta. Na innych odcinkach frontu Irakijczykom udało się dotrzeć jedynie do podnóża masywu gór Zagros, które zaczynały się tuż za granicą iracko-irańską. Ostatnie irackie próby ataku podjęte w listopadzie zakończyły się fiaskiem. Armia iracka weszła maksymalnie 80 kilometrów w głąb irańskiego terytorium. 7 grudnia 1980 Saddam Husajn ogłosił wstrzymanie wszelkich działań ofensywnych wojsk irackich.
W okresie walk z Iranem, sytuację wykorzystali Izraelczycy którzy w czerwcu 1981 roku dokonali ataku na iracki reaktor atomowy w miejscowości Osirak. Reaktor ten już rok wcześniej został zaatakowany przez lotnictwo irańskie, wtedy jednak bezskutecznie. Wysłane przez rząd Izraela samoloty F-16 i F-15 wtargnęły na obszar Iraku poprzez teren Arabii Saudyjskiej. Atak zapobiegł dalszemu rozwojowi irackiego programu atomowego. Według irackiej propagandy Izrael wspierał Iran dostawami wojskowymi.

### Wsparcie zagraniczne dla stron konfliktu
Irak zaczął otrzymywać znaczące wsparcie od mocarstw zachodnich (Francja, Wielka Brytania, USA, a także RFN) oraz Związku Radzieckiego i państw arabskich. Saddam Husajn stał się „obrońcą świata arabskiego” przed rewolucją irańską. Wybuch wojny spowodował zbliżenie między Zachodem i Irakiem (w 1982 USA usunęły Irak z listy krajów wspierających terroryzm i nawiązały stosunki dyplomatyczne). Kraje te obawiały się rozprzestrzenienia irańskiej rewolucji islamskiej i w jej efekcie destabilizacji ważnego gospodarczo rejonu. Mniej lub bardziej jawnie zachęcały Saddama do wojny z Iranem, wspierały go politycznie, a także militarnie. W zakres dostaw wchodziły najnowsze technologie oraz broń. W 1983 r., aby zyskać dalsze wsparcie Zachodu, Irak wydalił ze swojego terenu Abu Nidala, jednego z najsłynniejszych terrorystów palestyńskich. Po wydaleniu Nidala do stolicy Iraku przybył przedstawiciel rządu USA a rok później do USA przybył wicepremier Iraku, który spotkał się tam z prezydentem Ronaldem Reaganem, Henrym Kissingerem i George’em Schultzem. W trakcie spotkania oficjalnie wznowiono zerwane w 1967 r. stosunki pomiędzy oboma rządami. Husajn uzyskał kredyty i pożyczki nie tylko od rządu USA, ale też m.in. banków włoskich, Kuwejtu i Zjednoczonych Emiratów Arabskich. Ciesząc się uznaniem Irak otrzymał i kupował sprzęt wojskowy m.in. od ZSRR, Francji, USA, Niemiec, Chin, Brazylii, Argentyny, Szwajcarii, Danii i Szwecji. W przeciągu roku Irak potrafił wydać na armię aż czternaście miliardów USD. Rząd Iraku przerabiał broń, a także produkował oryginalne konstrukcje irackie. Husajn zatrudniał zagranicznych ekspertów, m.in. eksperta w dziedzinie artylerii, Kanadyjczyka Geralda Bulla.
Podczas wojny miała miejsce afera Iran-Contras. W zamian za pomoc w uwolnieniu zakładników uprowadzonych w Bejrucie przez terrorystów z Hezbollahu, USA sprzedało Iranowi pewną ilość broni obronnej (głównie rakiety przeciwpancerne). Ta operacja służb specjalnych była sprzeczna z oficjalną polityką USA nieprowadzenia rokowań z terrorystami. Ponadto część pieniędzy uzyskanych z tych transakcji przekazywano na wspomaganie Nikaraguańskich powstańców Contras walczących przeciwko lewicowemu rządowi. W świetle ówczesnych uchwał Kongresu USA było to nielegalne. O ile Irak zyskał wsparcie bloku zachodniego, dużej części państw arabskich i ZSRR to Iran pozostał osamotniony i cieszył się wsparciem jedynie Syrii i Korei Północnej oraz w dyskretny sposób był zbrojony przez USA.

### Wyparcie wojsk irackich z terytorium Iranu i zakończenie wojny
W styczniu 1981 irańska armia podjęła pierwszą, nieudaną próbę kontrataku (operacja Nasr). We wrześniu Irańczycy przeprowadzili pierwszą udaną operację (kryptonim Samen), wypierając Irakijczyków z prawego brzegu rzeki Karun, i tym samym znosząc oblężenie Abadanu. Następnie pod koniec 1981 w kolejnej udanej operacji Tariq ol-Quds odbili miasto Bostan, zajmując ważną drogę łączącą północny i południowy Chuzestan. W 1982 wojska irańskie przeprowadziły dwie wielkie operacje zakończone sukcesem. Najpierw w marcu, w wyniku operacji Fath, odrzucili Irakijczyków znad rzeki Kharekh, wyzwalając tym samym północny Chuzestan. W miesiąc później rozpoczęła się operacja Bait-al-Mugaddas (Quds), której celem było wyparcie Irakijczyków z Chorramszahru. Było to największe zwycięstwo Irańczyków w tej wojnie, w samym Chorramszahr do niewoli dostało się 12 tysięcy irackich żołnierzy, 30% irackich sił w Chuzestanie zostało rozbitych. W obliczu klęski na froncie 20 września 1982 Saddam Husajn ogłosił wycofanie swojej armii na granicę międzynarodową i wyraził gotowość rozmów pokojowych. Irak zaoferował nawet wspólny atak na Izrael, co zostało jednak odrzucone przez ajatollaha (wbrew radom jego rządu). Porażki wojsk irackich spowodowane były wykorzystaniem przez Iran fanatycznych ochotników. Irańskie wojsko wykorzystywało także dzieci, które posyłano na pola minowe w celu ich rozpoznania. Ajatollah Chomeini obiecał tym, którzy zginęli w wojnie z Irakiem pójście prosto do raju. W trakcie walk w tym okresie sam Husajn znalazł się na pierwszej linii frontu pośród okrążenia irańskiego. Na skutek kontrofensyw Irakijczycy zdołali odnieść nad Iranem znaczne zwycięstwa i zrezygnowali z rozmów pokojowych. W 1984, w związku z przedłużającą się wojną i wyczerpaniem obu stron, Irak rozpoczął tzw. wojnę tankowców, polegającą na atakach na tankowce i instalacje naftowe przeciwnika. Działania te miały na celu uderzenie w główne źródło dochodów drugiego państwa, jakim był eksport ropy i tym samym odebranie środków na kontynuowanie wojny.
W lutym 1986 miała miejsce udana irańska operacja Wal-Fajr 8. W marcu 1986 miała miejsce nieudana irańska operacja Badr. W 1986 r. w trakcie walk o półwysep Fao na pomoc Irakijczykom przyszli Egipcjanie. Pokonanie wojsk irańskich biorących udział w operacji Badr uznana została za sukces wojsk irackich. Wojna pochłonęła wiele ofiar, była kosztowna dla obu stron i skończyła się brakiem rozstrzygnięcia, najczęściej jednak na arenie międzynarodowej i w Iraku uznana została za sukces wojsk irackich.

## Siły z obu stron
| | Irak (1980) | Iran (1980) |
| żołnierze | 190 000 (armia), 18 000 (lotnictwo), 10 000 (obrona przeciwlotnicza), 4000 (marynarka) | 150 000 (armia), 70 000 (lotnictwo), 20 000 (marynarka) |
| czołgi | 1400 T-62, 300 T-55, 300 T-54, 50 T-72, 45 PT-76 | 894 Chieftain Mk3/5, 460 M60A1 Patton, 240 M48A5 Patton, 160 M47M Patton, 130 FV101 Scorpion |
| pojazdy opancerzone | 100 BMP-1, 250 BTR-50, 100 OT-62A TOPAS, 100 EE-9 Cascavel, 100 EE-11 Urutu, 85 Panhard M3 | 400 M113A1, 300 BTR-60P, 270 BTR-50 |
| działa artyleryjskie | 250 D-1 152 mm, 250 M-30 122 mm, 100 M-46 130 mm, 100 T-12 100 mm, 50 D-20 152 mm, 50 2S1 Goździk 122 mm, 50 2S3 Akacja 152 mm, 200 wwr BM-21 Grad | 390 M109A1 155 mm, 250 M101A1 105 mm, 100 M114A1 155 mm, 100 M-46 130 mm, 50 M115 203 mm, 40 M107 175 mm, 38 M110 203 mm |
| samoloty bojowe | 65 MiG-23BN, 15 MiG-23MS, 50 MiG-21MF, 40 MiG-21PFM, 60 Su-20, 40 Su-7B, 15 Hawker Hunter, 10 Ił-28, 12 Tu-22 | 160 F-4E, 25 F-4D, 150 F-5E/F, 77 F-14A |
| śmigłowce bojowe | 40 SA 342L Gazelle, 6 Mi-25, 10 SA-321H Super Frelon | 190 AH-1J |
| obrona przeciwlotnicza | 20 baterii S-75 (400 pocisków), 30 S-125 (1000 pocisków), 20 2K12 Kub (1100 pocisków), 200 ZSU-23-4 Szyłka | 39 baterii MIM-23B Hawk (1900 pocisków), 81 Rapier (2000 pocisków), 200 ZSU-23-4 Szyłka |
| Dostawy w czasie wojny | | |
| ZSRR: 30 MiG-25PD/PDS, 61 MiG-21bis, 111 Su-22M/M3/M4/UM, 50 MiG-23BN, 84 Su-25, 24 MiG-29, 46 Mi-25 (Mi-24D), 2150 T-62, 500 T-72M (z Polski i Czechosłowacji), 200 PT-76, 750 BMP-1 (z Czechosłowacji), 100 BMP-2, 576 dział M-46 130 mm, 576 dział D-30 122 mm, 180 dział 2A36 152 mm, 100 2S1 Goździk 122 mm, 100 2S3 Akacja 152 mm, 200 wwr BM-21 Grad 122 mm, 10 moździerzy 2S4 Tulipan 240 mm, 800 pocisków R-17 Scud-B, 1500 pplot 9K33 Osa (50 zestawów), 2000 pplot 9K31 Strieła-1 (160 zestawów), 1500 pplot 9K35 Strieła-10 (60 zestawów), 6500 9K32 Strieła 2, 500 pplot 9K34 Strieła 3, 10 000 ppk 9M14 Malutka, 3000 ppk 9K111 Fagot Chiny: 40 Shenyang F-6, 4 B-6D (Tu-16), 1500 Typ 69-I/II, 1000 Typ 59, 650 YW 531, 100 dział Typ 83 152 mm, 100 wwr Typ 63 Francja: 108 Mirage F1EQ/BQ, 5 Super Étendard, 352 AM-39 Exocet, 20 SA 342 Gazelle, 6 SA-321H Super Frelon, 200 ERC-90, 115 Panhard M3, 85 dział AMX GCT 155 mm, 2260 pplot Roland 2 (113 zestawów), 1000 ppk HOT Egipt: 90 Chengdu F-7B, 18 SA 342 Gazelle, 250 T-55, 300 wwr RL-21 (Grad) 122 mm, 210 dział D-30 122 mm, 96 dział M-46 130 mm Polska: 400 T-55, 750 MT-LB Czechosłowacja: 400 T-55, 200 OT-64C SKOT Brazylia: 300 EE-9 Cascavel, 280 EE-3 Jararaca, 100 EE-11 Urutu, 67 wwr Astros II Austria: 300 dział GC 45 155 mm RPA: 200 dział Denel G5 155 mm Rumunia: 150 TR-580 (T-55) NRD: 50 T-55 | ZSRR: 30 MiG-25PD/PDS, 61 MiG-21bis, 111 Su-22M/M3/M4/UM, 50 MiG-23BN, 84 Su-25, 24 MiG-29, 46 Mi-25 (Mi-24D), 2150 T-62, 500 T-72M (z Polski i Czechosłowacji), 200 PT-76, 750 BMP-1 (z Czechosłowacji), 100 BMP-2, 576 dział M-46 130 mm, 576 dział D-30 122 mm, 180 dział 2A36 152 mm, 100 2S1 Goździk 122 mm, 100 2S3 Akacja 152 mm, 200 wwr BM-21 Grad 122 mm, 10 moździerzy 2S4 Tulipan 240 mm, 800 pocisków R-17 Scud-B, 1500 pplot 9K33 Osa (50 zestawów), 2000 pplot 9K31 Strieła-1 (160 zestawów), 1500 pplot 9K35 Strieła-10 (60 zestawów), 6500 9K32 Strieła 2, 500 pplot 9K34 Strieła 3, 10 000 ppk 9M14 Malutka, 3000 ppk 9K111 Fagot Chiny: 40 Shenyang F-6, 4 B-6D (Tu-16), 1500 Typ 69-I/II, 1000 Typ 59, 650 YW 531, 100 dział Typ 83 152 mm, 100 wwr Typ 63 Francja: 108 Mirage F1EQ/BQ, 5 Super Étendard, 352 AM-39 Exocet, 20 SA 342 Gazelle, 6 SA-321H Super Frelon, 200 ERC-90, 115 Panhard M3, 85 dział AMX GCT 155 mm, 2260 pplot Roland 2 (113 zestawów), 1000 ppk HOT Egipt: 90 Chengdu F-7B, 18 SA 342 Gazelle, 250 T-55, 300 wwr RL-21 (Grad) 122 mm, 210 dział D-30 122 mm, 96 dział M-46 130 mm Polska: 400 T-55, 750 MT-LB Czechosłowacja: 400 T-55, 200 OT-64C SKOT Brazylia: 300 EE-9 Cascavel, 280 EE-3 Jararaca, 100 EE-11 Urutu, 67 wwr Astros II Austria: 300 dział GC 45 155 mm RPA: 200 dział Denel G5 155 mm Rumunia: 150 TR-580 (T-55) NRD: 50 T-55 | Chiny: 18 F-6, 5 F-7A, 600 Typ 69-II, 300 Typ 59, 520 dział Typ 59-1 130 mm (M-46), 400 wwr Typ 63 107 mm, 6 baterii plot HQ-2 (S-75, 150 pocisków), 500 pplot HN-5A (Strzała-2) Korea Północna: 150 Ch’ŏnma-ho (T-62), 480 dział Typ 59-1 130 mm (M-46), 20 dział M-1978 Koksan, 200 wwr Typ 63 107 mm, 100 wwr BM-11 Grad 122 mm, 100 wwr M1985 240 mm (Fajr-3), 100 R-17 Scud-B, 4000 ppk 9M14 Malutka Syria: 200 BMP-1, 120 T-55, 100 T-62, 2000 ppk 9M14 Malutka ZSRR: 400 BMP-1 (z Czechosłowacji), 200 BTR-60PB, 4000 ppk 9M14 Malutka, 400 pplot Strzała-2 Libia: 65 T-55, 65 T-62, 40 R-17 Scud-B USA/Izrael: (pociski i części) 2500 ppk BGM-71 TOW, 18 pplot MIM-23 Hawk Austria: 200 dział GC 45 155 mm Szwecja: 200 pplot RBS 70 Etiopia: (samoloty i części) 5 F-5A, 3 F-5E, 2 F-5B |

## Wpływ na sytuację w Iraku
Korzystając z zaangażowania Iraku w wojnę z Iranem i otrzymując wsparcie od Teheranu, Kurdowie irakijscy wywołali w połowie lat 80. kolejne powstanie. Wobec zawarcia rozejmu z Iranem, Saddam Husajn skierował znaczne siły przeciwko Kurdom (operacja Anfal). Irakijczycy stosowali na masową skalę broń chemiczną (głównie iperyt siarkowy i tabun), również przeciwko buntującym się Kurdom. W 1988 wojnę przerwano, podpisując w sierpniu zawieszenie broni w oparciu o zasadę status quo ante bellum.

## Wpływ na stosunki iracko-zachodnie
Po zakończeniu wojny stosunki Iraku z Zachodem stały się bardziej napięte. Stany Zjednoczone przestały popierać Husajna w sierpniu 1990 – choć jeszcze w lipcu amerykański prezydent chwalił rząd Husajna, a stosunki między państwami były bardzo dobre.
Irak po zakończeniu kosztownej wojny był krajem zadłużonym, zaś jednym z państw, które udzieliły Irakowi największych pożyczek, był Kuwejt. Podporządkowanie tego kraju mogło stanowić częściowe rozwiązanie problemu zadłużenia – w 1990 roku nastąpiła agresja Iraku na Kuwejt.

## Działania pokojowe
W październiku 2008 strony konfliktu podpisały porozumienie o współpracy przy ustalaniu losów ludzi zaginionych podczas wojny. W listopadzie 2008 doszło do wymiany szczątków żołnierzy poległych podczas wojny. Do wymiany doszło w Basrze; wymianę nadzorowali przedstawiciele Międzynarodowego Czerwonego Krzyża.